# Bertram D. Lewin
Bertram David Lewin (geb. 30. November 1896 in Victoria (Texas); gest. 8. Januar 1971) war ein US-amerikanischer Psychoanalytiker. Er absolvierte in den 1920er Jahren eine Lehranalyse bei Franz Alexander. Unter seinen wissenschaftlichen Beiträgen legte er insbesondere Arbeiten zur Traumforschung aus psychoanalytischer Sicht vor. Im Jahr 1946 veröffentlichte er einen Aufsatz über den von ihm sog. Dream Screen (deutsch: Traumleinwand), in dem Lewin seine Annahme formulierte, die Erinnerung an das Gesicht der Mutter während des Stillens in der Säuglingszeit bilde den Hintergrund für das spätere Traumgeschehen.

## Leben und Wirken
Lewin wurde in einem kleinen Ort in Texas geboren, der seinerzeit etwas mehr als 3000 Einwohner zählte. Nach dem Schulbesuch studierte er bis 1916 Medizin an der University of Texas. Promoviert wurde er 1920 zum Doktor der Medizin an der Johns Hopkins University, wo er zunächst als Assistenzarzt in der Psychiatrie blieb. Nach seiner Tätigkeit am New York State Psychiatric Institute ging er nach Berlin, um dort in den Jahren 1926 und 1927 am Berliner Psychoanalytischen Institut seine Weiterbildung zum Psychoanalytiker zu absolvieren.
Zurück in New York eröffnete Lewin 1927 eine psychoanalytische Privatpraxis und schloss sich 1931 dem dortigen psychoanalytischen Institut an. Nach Hitlers Machtergreifung wurde Lewin Vorsitzender des sog. Emergency Committee on Relief and Immigration, das europäische Psychoanalytiker dabei unterstützte, ihr Land zu verlassen und sich in Amerika niederzulassen. Überdies war Lewin maßgeblich am Aufbau des Sigmund-Freud-Archivs in New York beteiligt. Zeitweise war er Mitherausgeber des Journals The Psychoanalytic Quarterly, das inzwischen bei Taylor & Francis verlegt wird.
Als Gastprofessor kam Lewin 1962 nach Pittsburgh. 1971 starb er im Alter von 74 Jahren und hinterließ mit Barbara Schwartz eine Tochter, mit David B. Lewin einen Sohn und insgesamt fünf Enkelkinder.

## Dream Screen
Hans Jürgen Wulff, Medienwissenschaftler und Autor in dem von der Kieler Universität betriebenen Lexikon der Filmbegriffe, widmete dem dream screen mit Bezug auf Freud und Lewin ein gesondertes Stichwort. Schon Freud habe „mit optischen Metaphern versucht, die besonderen Prozesse der Visualisierung resp. des Bildverstehens zu durchdringen“. Später sei „die Traumhaftigkeit des Films“ gleichsam zerlegt worden, was aus dem Film „eine symbolische Leinwand“ mache, „auf der Traumvorstellungen als Bilder erscheinen“ würden. Lewin sei „noch weiter“ gegangen und habe angenommen, „dass der Traum selbst auf einer imaginären, dem Traum aber wesenhaft zugehörigen ‚Leinwand‘ erscheine“. Der „Traumhintergrund“ sei als der von ihm so benannte dream screen wie „ein leerer Schirm, der selbst (ähnlich wie die Kino-Leinwand) hinter den Bildern vom Subjekt nicht wahrgenommen“ werde.

## Veröffentlichungen (Auswahl)
- Sleep, the Mouth, and the Dream Screen. In: The Psychoanalytic Quarterly. Band 15, Nr. 4, 1946, S. 419–434, doi:10.1080/21674086.1946.11925652 (englisch).
- The psychoanalysis of elation, New York, Norton, 1950.
- Reconsideration of the dream screen. In: The Psychoanalytic Quarterly. Band 22, 1953, S. 174–199 (englisch).
- Dreams and the uses of regression, New York, International Universities Press, 1958.
- mit Helen Ross, Psychoanalytic education in the United States, New York, Norton, 1960.
- mit Franz Alexander und Bernhard Glueck, The psychoanalysis of the total personality : the application of Freud's theory of the ego to the neuroses, Nervous and Mental Disease Pub. Co., 1935.
- Das Hochgefühl. Zur Psychoanalyse der gehobenen, hypomanischen und manischen Stimmung. Suhrkamp, Frankfurt am Main 1982, ISBN 3-518-57521-X (englisch: The psychoanalysis of elation. 1950. Übersetzt von Heinrich Deserno).